# 지반
지반(地盤)은 땅의 표면 또는 그 아래의 흙층, 암반층을 통틀어 부르는 것이다. 건축물 등의 기초가 된다.

## 지반 내의 응력
지반 내의 응력(지중응력)은 흙 자체의 무게로 인한 압력 {\displaystyle \sigma _{0}}(상재압력, overburden pressure, geostatic stress 또는 초기응력(initial stress))과 지표면 상의 재하 하중(surcharge)으로 인한 응력 증가량 {\displaystyle \Delta \sigma }으로 구분한다. 즉 땅 속 임의 지점의 응력은 대략 다음과 같이 나타낼 수 있다.
{\displaystyle \sigma =\sigma _{0}+\Delta \sigma }
지하수나 모세관 수의 영향을 받는 경우는 물에 의한 응력 변화도 고려해야 한다.

### 상재압력
상재압력이란 지표면으로부터 임의의 깊이 z 지점의 흙이, 그 위의 흙기둥만큼의 무게에 의해 받는 압력을 말한다. 지표면의 흙은 z = 0이라고 볼 수 있고, 따라서 그 위에 흙기둥이 존재하지 않으므로 상재압력을 받지 않는다. 그러나 깊이 z가 증가하면 증가할수록 그 위에 쌓여있는 흙의 양이 점점 늘어날 것이다. 깊은 곳에 있는 흙일수록 지표면에 무거운 물체를 올려놓거나 땅을 누르지 않더라도 쌓여있는 흙의 두께만큼, 깊은 곳의 흙이 받는 압력이 커질 것이다. 이것은 간단히 상상해보아도 알 수 있다.
z 깊이에 있는 미소한 흙 요소에 작용하는 상재압력 σv는 미소 요소부터 지표면까지의 흙 기둥 무게만큼이 압력으로 작용하여 {\displaystyle \sigma _{v}={\frac {\gamma z\Delta x\Delta y}{\Delta x\Delta y}}=\gamma z}이다.{\displaystyle \sigma _{v}}로 쓰는 이유는 연직 방향으로(vertical) 받는 응력을 나타내기 때문이다. 좀전에 상상으로 알 수 있었듯이, 땅속으로 깊이 들어갈수록(z가 증가할수록) 그 지점에 작용하는 연직방향 응력({\displaystyle \sigma _{v}})는 증가한다.

### 지표면 재하 하중에 의한 응력증가
지반 위에 구조물이 축조되거나, 땅을 누르거나, 무거운 물체를 올려놓으면 지반에 하중이 가해지게 되고, 그 결과 지반의 응력이 증가한다. 지반의 응력 증가량은 땅 속 어떤 지점에서의 응력을 구하고자 하는가에 따라 값이 달라진다. 또한 하중이 어떤 형태로 재하되는지에 따라서도 구하는 방법이 다르다. 예컨대 작고 무거운 물체를 땅 위에 올려놓는 것은 집중하중으로 볼 수 있다. 또는 아파트를 땅 위에 짓거나, 땅 위에 흙을 대량으로 쌓아둔다거나, 원형의 물탱크를 짓는다거나(원형하중) 하는 등 여러 가지 형태의 하중이 있을 것이다.
응력 증가량을 계산하는 방법은 두 가지가 있다. 간이법(2:1법)과 평균법이 그것이다. 만약 지표면 위에 기초가 있는 게 아니라 지표면을 굴착해서 기초가 설치되었다면 굴착된 부분만큼의 응력감소와, 지하수의 부력에 의한 응력감소분을 P에서 빼주어야 한다.

#### 집중하중에 의한 응력증가
Boussinesq에 의하면 지반이 무한히 크고, 균질이며, 탄성, 등방성이라고 가정할 경우 연직응력, 방사선 응력, 접선응력, 전단응력은 다음 식으로 구할 수 있다. μ는 포아송비이다.
연직 응력증가 {\displaystyle \Delta \sigma _{z}=-{\frac {3P}{2\pi R^{2}}}\cos ^{3}\theta }
방사선방향 응력증가 {\displaystyle \Delta \sigma _{r}={\frac {P}{2\pi R^{2}}}\left(-3\cos \theta \sin ^{2}\theta +{\frac {1-2\mu }{1+\cos \theta }}\right)}
접선방향 응력증가 {\displaystyle \Delta \sigma _{t}={\frac {P}{2\pi R^{2}}}(1-2\mu )\left(\cos \theta -{\frac {1}{1+\cos \theta }}\right)}
전단 응력증가 {\displaystyle \Delta \tau =-{\frac {3P}{2\pi R^{2}}}\cos ^{2}\theta \sin \theta }
그림에서 {\displaystyle \cos \theta ={\frac {z}{R}}}, {\displaystyle R={\sqrt {r^{2}+z^{2}}}}이므로
연직응력 {\displaystyle \sigma _{z}=-{\frac {3Pz^{3}}{2\pi R^{5}}}=-{\frac {3P}{2\pi }}{\frac {z^{3}}{(r^{2}+z^{2})^{5/2}}}=-{\frac {3P}{2\pi z^{2}\left[1+\left({\frac {r}{z}}\right)^{2}\right]^{\frac {5}{2}}}}}으로도 나타낼 수 있다.

#### 원형 등분포하중에 의한 응력증가

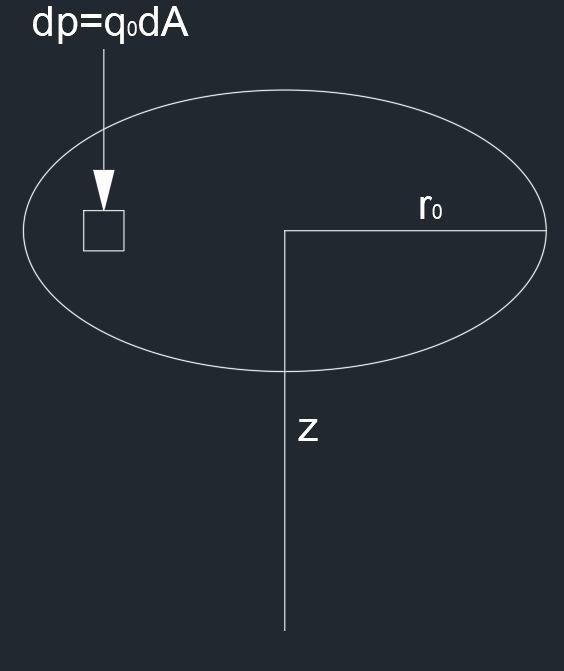
원형 등분포 하중에 의한 연직응력

반지름이 r0인 원형 등분포하중에 의한 z 깊이에서의 연직응력 증가량 {\displaystyle \Delta \sigma _{z}}는 접촉압(contact pressure)을 {\displaystyle q_{0}={\frac {P}{A}}}라 할 때 다음과 같다. 이는 집중하중에 의한 연직응력 식을 적분하여 구한 것이다.
{\displaystyle \Delta \sigma _{z}=q_{0}\left\{1-\left[1+\left({\frac {r_{0}}{z}}\right)^{2}\right]^{-{\frac {3}{2}}}\right\}}

#### 선하중에 의한 응력 증가

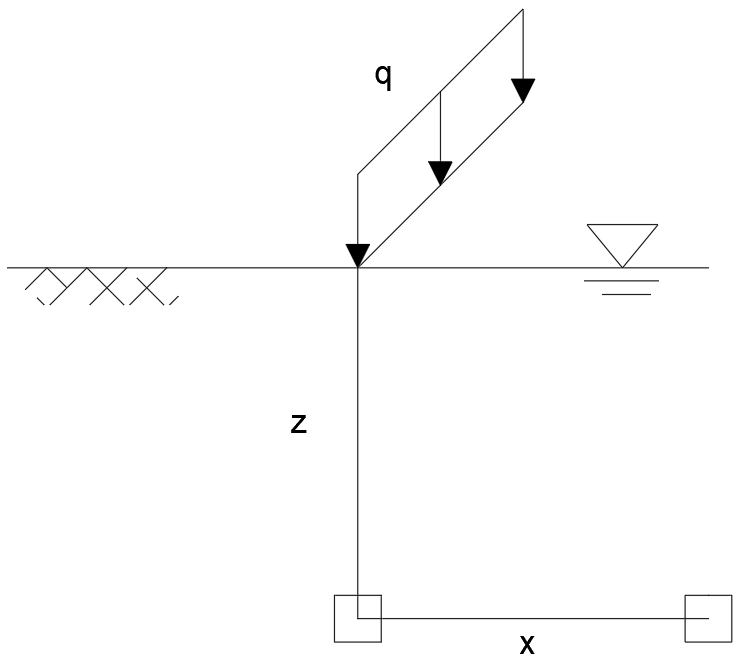
선하중에 의한 연직응력

무한 길이의 연성 선하중이 작용하는 경우 지반 내 연직응력 증가량은 다음과 같다.
{\displaystyle \Delta \sigma _{z}={\frac {2qz^{3}}{\pi (x^{2}+z^{2})^{2}}}={\frac {2q}{\pi z\left[\left({\frac {x}{z}}\right)^{2}+1\right]^{2}}}}

#### 간이법
간이법은 2:1법이라고도 부른다.
{\displaystyle PBL=Q=\Delta \sigma _{z}(B+z)(L+z)}
{\displaystyle \Delta \sigma _{z}={\frac {PBL}{(B+z)(L+z)}}}

## 유효응력과 공극수압

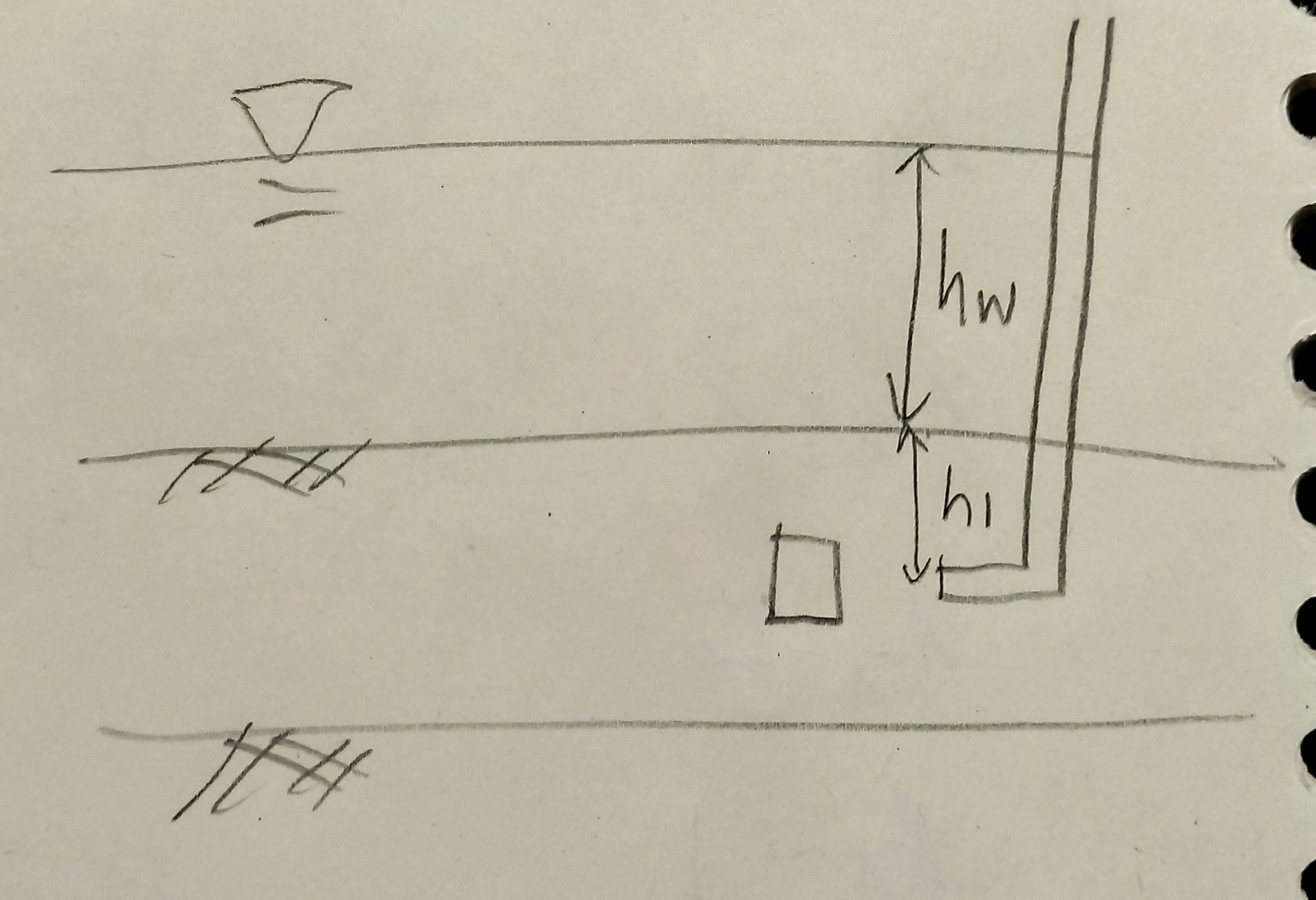

전응력(total stress, σ)은 유효응력(effective stress, or intergranular pressure, σ')과 공극수압(pore water pressure, or neutral stress, u)의 합으로 나타난다. 유효응력은 흙의 입자로 전달되는 압력을 말하고, 공극수압은 물로 전달되는 응력을 말한다. 그림에서 사각형으로 표시한 지반 내 미소 요소에 대한 응력을 식으로 나타내면 다음과 같다.
{\displaystyle \sigma =\sigma '+u}
{\displaystyle \quad =h_{1}\gamma _{sat}+h_{w}\gamma _{w}}
{\displaystyle u=(h_{1}+h_{w})\gamma _{w}}
{\displaystyle \sigma '=\sigma -u}
{\displaystyle \quad =h_{1}(\gamma _{sat}-\gamma _{w})=h_{1}\gamma _{sub}}

## 접지압
기초에 하중이 작용할 때, 기초 저면에 접하는 지반에 발생하는 반력을 접지압(contact pressure)이라 한다. 접지압은 기초가 강성 기초인지 휨성 기초인지에 따라 1차적으로 다르고, 지반이 모래 지반인지 점토 지반인지에 따라 2차적으로 구분된다.
- 강성 기초

- 모래 지반 위의 강성 기초 : 중심에서 최대 접지압, 가장자리에서 최소 접지압
- 점토 지반 위의 강성 기초 : 중심에서 최소 접지압, 가장자리에서 최대 접지압

- 휨성(연성) 기초

- 모래 지반 위의 휨성 기초 : 등분포 접지압
- 점토 지반 위의 휨성 기초 : 등분포 접지압

## 참고 문헌
- 장병욱; 전우정; 송창섭; 유찬; 임성훈; 김용성 (2010). 《토질역학》. 구미서관. ISBN 978-89-8225-697-4.
- 이인모 (2014). 《토질역학의 원리》 2판. 씨아이알. ISBN 979-11-5610-009-6.

## 같이 보기
- 지반 조사
- 지반 개량
- 압밀
- 침하